# Пырерка, Антон Петрович
Пыре́рка (Пыря) Анто́н Петро́вич (ненецкое имя — Сярати; 7 декабря 1905 — 22 сентября 1941) — первый ненецкий учёный-лингвист, переводчик, фольклорист, литератор. Участвовал в основании Ненецкого национального округа. Муж Натальи Митрофановны Терещенко.

## Биография
Родился в Большеземельской тундре в семье бедного оленевода Петра Пырерки (ненецкое имя — Пат). Получил ненецкое имя Сярати («будет около семьи, рода») и крещён как Антон. В шесть лет он остался сиротой и его родственник Сясько Пырерка бросил его вместе с трёхлетней сестрой Ириной в деревне Ёкуше. Дети были усыновлены нищим ненцем Васькой. Он учил детей собирать милостыню и рассказывал им народные ненецкие загадки, сказки и были. Позже их приютил старый русский рыбак по прозвищу «Штукатур» из Оксино. Он устроил детей в церковно-приходскую школу в Тельвиске. Там они научились русской грамоте, став одними из немногих грамотных ненцев того времени. После нескольких лет труда на Оби к Антону и Ирине возвратился их старший брат Семён. Он забрал их к себе и они вернулись к ранее бросившему их Сяське на батрацкий труд.
В 1925 году работал пастухом в кооперативе «Кочевник» на Югорском Шаре, где познакомился с полярниками-коммунистами. Их впечатлила его грамотность, и они посоветовали ему продолжить учёбу. Кооператив направил его на курсы оленеводов в Усть-Цильме, и он вступил там в Комсомол.
В 1926 году был направлен комсомольской организацией на учёбу в Коммунистический университет трудящихся Востока (КУВТ) в Москве. Вначале учёба давалась ему тяжело, но он был воодушевлён идеями социализма и создания культурных ненцев, способных читать на своём языке. Он начал научное исследование ненецкого языка и научился говорить на коми.
В 1929 году участвовал в комиссии по организации Ненецкого национального округа и посёлка Харп, ставшего одним из первых оленеводческих колхозов. В том же году познакомился со своей будущей женой, Натальей Терещенко, работавшей учительницей в ненецкой школе в Тельвисочном.
В 1932 году, после окончания КУВТ, стал аспирантом Института народов Севера в Ленинграде. Участвовал в создании ненецкой письменности и первых учебников для ненецких школ. Автор автобиографической повести «Младший сын Вэдо» (написана в 1940, опубликована в 1949) и переводов стихов А. С. Пушкина на ненецкий язык. Под редакцией Пырерки были изданы первый ненецко-русский словарь и сборники ненецкого фольклора.
В 1937 году был уволен с работы и исключён из партии за использование латинского алфавита для ненецкого языка и выражение предложений по реформе границ ненецких национальных единиц. После обращения жены к Михаилу Калинину был восстановлен в партии и на работе.
Погиб на фронте осенью 1941-го при обороне Петергофа в Стрельне. Точные время и место смерти учёного неизвестны.

## Память
Именем Пырерки названы улица в Нарьян-Маре и школа-интернат. На здании Ненецкой окружной библиотеки ему посвящена мемориальная доска.